# Кирк, Брайан
Брайан Кирк (англ. Brian Kirk; род. 1968, Арма, Северная Ирландия) — ирландский режиссёр кино и телевидения, работавший над эпизодами таких сериалов как «Игра престолов», «Тюдоры», «Лютер», «Декстер» и «Подпольная империя». Он также снял телевизионный фильм «Мой мальчик Джек» с Дэвидом Хэйгом и Дэниелом Рэдклиффом в главных ролях и продюсировал драму «Вишнёвая бомба» с Рупертом Гринтом.

## Карьера
В 2011 году Кирк рассматривался в качестве претендента на режиссёрское кресло в фильме «Тор 2: Царство тьмы». Однако он отказался от участия в проекте по причине творческих и финансовых разногласий со студией. Одно время Кирк занимался разработкой научно-фантастического фильма «Пассажиры», когда к главной роли был прикреплён Киану Ривз.

## Фильмография

### Режиссёр
- Кукла (короткометражный фильм, 1998)
- Билли и Зорба (короткометражный фильм, 1999)
- Gutwallops (короткометражный фильм, 1999)
- Do Armed Robbers Have Love Affairs? (короткометражный фильм, 1999)
- Сейчас неважно[англ.] (2 серии, 2002)
- Pulling Moves[англ.] (5 серий, 2004)
- Закон Мёрфи (4 серии, 2004—2005)
- Донован (сериал, 2005)
- Веселяндия[англ.] (4 серии, 2005)
- Мидлтаун (2006)
- Богатство[англ.] (2 серии, 2007)
- Тюдоры (2 серии, 2007)
- Братство[англ.] (2 серии, 2006—2007)
- Мой мальчик Джек (телевизионный фильм, 2007)
- Отец и сын[англ.] (4 серии, 2009)
- Декстер (1 серия, 2009)
- Лютер (2 серии, 2010)
- Подпольная империя (1 серия, 2010)
- Игра престолов (3 серии, 2011)
- Большие надежды (все 3 серии сериала, 2011)
- Удача (1 серия, 2012)
- Позолоченные лилии (телевизионный фильм, 2013)
- Бестия (1 серия, 2013)
- Страшные сказки (телесериал) (4 серии 2014-2016)
- Безжалостное солнце (2 серии, 2018)
- 21 мост (2019)[5]

### Продюсер
- Вишнёвая бомба (2009)